# 多叶小漆树
多叶小漆树（学名：Toxicodendron delavayi var. quinquejugum）为漆树科漆属下的一个变种。

## 扩展阅读
- 維基物種上的相關：多叶小漆树